# 양지꽃
양지꽃(陽地-)은 장미과에 속하며 산과 들의 양지바른 곳에서 자라는 여러해살이풀로 높이는20~50cm이다. 한국 각지에 분포하고 있다.

## 생태
줄기는 주로 뿌리 부분에서 나오며, 각각 5-7개의 작은 잎(소엽)을 가지고 있는데, 이 중 끝에 붙는 3개의 작은 잎은 특히 작다. 꽃은 지름이 2-3cm 정도로 5개의 노란 꽃잎을 가지며, 바깥쪽에는 5개씩의 꽃받침과 부꽃받침조각을 가지고 있는데, 이들은 모두 녹색이다. 한편, 많은 수의 수술과 암술이 있다. 열매는 수과로 달걀 모양이며, 약간의 주름이 있다.

## 이용
어린잎은 식용하고, 정원이나 화단에 심어 관상한다. 한방에서는 ‘치자연’이라 부르며 식물 전체를 이용한다. 혈액순환 불량에 따른 만성 영양장애에 처방하고, 부인병으로 인한 출혈에도 쓴다.

## 재배 및 관리
양지꽃은 전국의 산과 들에 자라는 다년생 초본이다. 토양에 관계없이 양지바른 곳에서 잘 자라는 강인한 식물이다. 물빠짐과 보습성이 좋은 사질양토에서 잘 자란다. 비옥한 땅에 심으면 너무 크게 자라 모양이 없어지므로 척박한 곳에 심는 것이 오히려 좋다. 화분이나 베란다에 심을 때는 마사토에 부엽이나 혼합토를 섞어 배양토로 사용한다.

## 사진

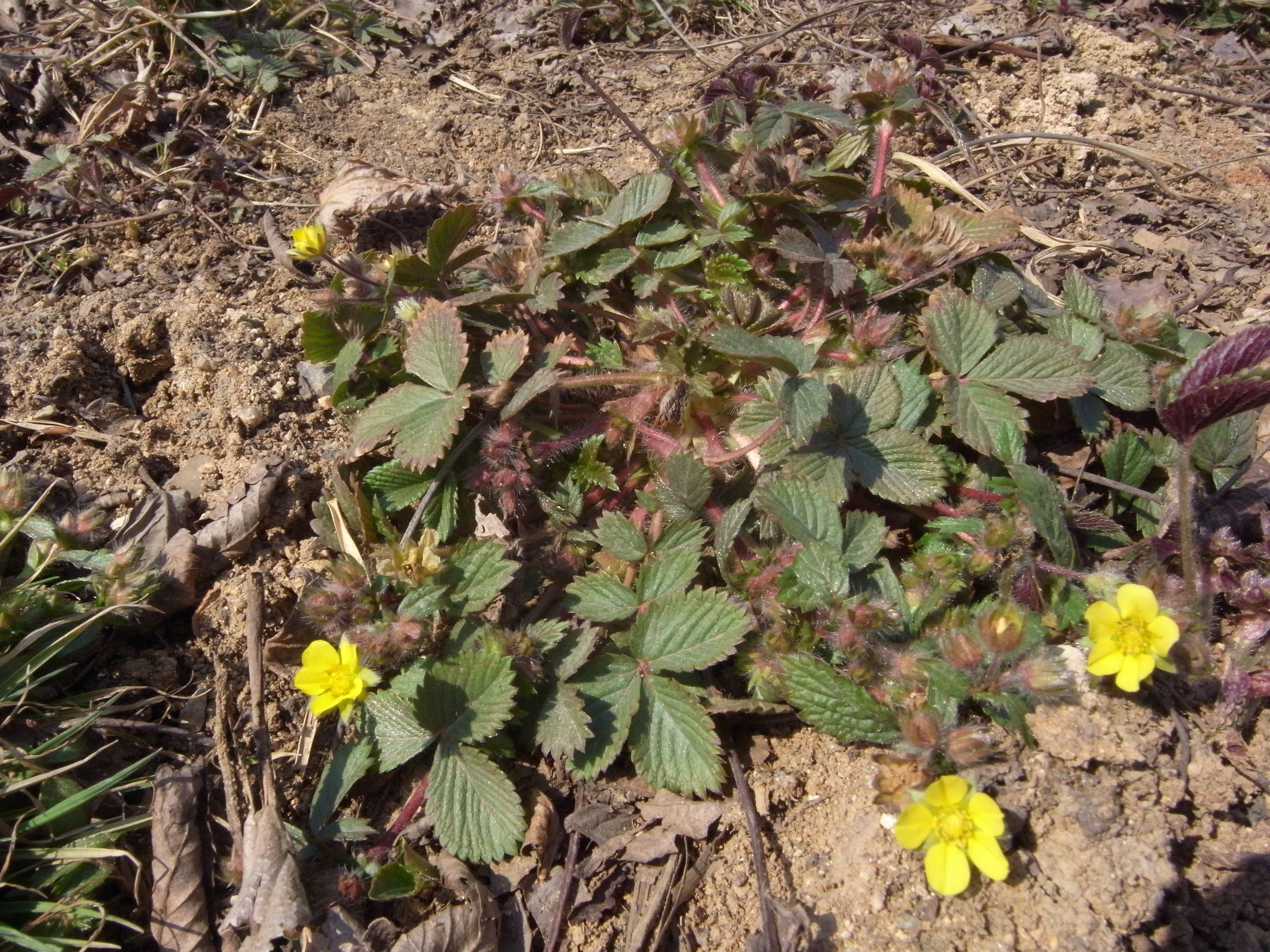
전초
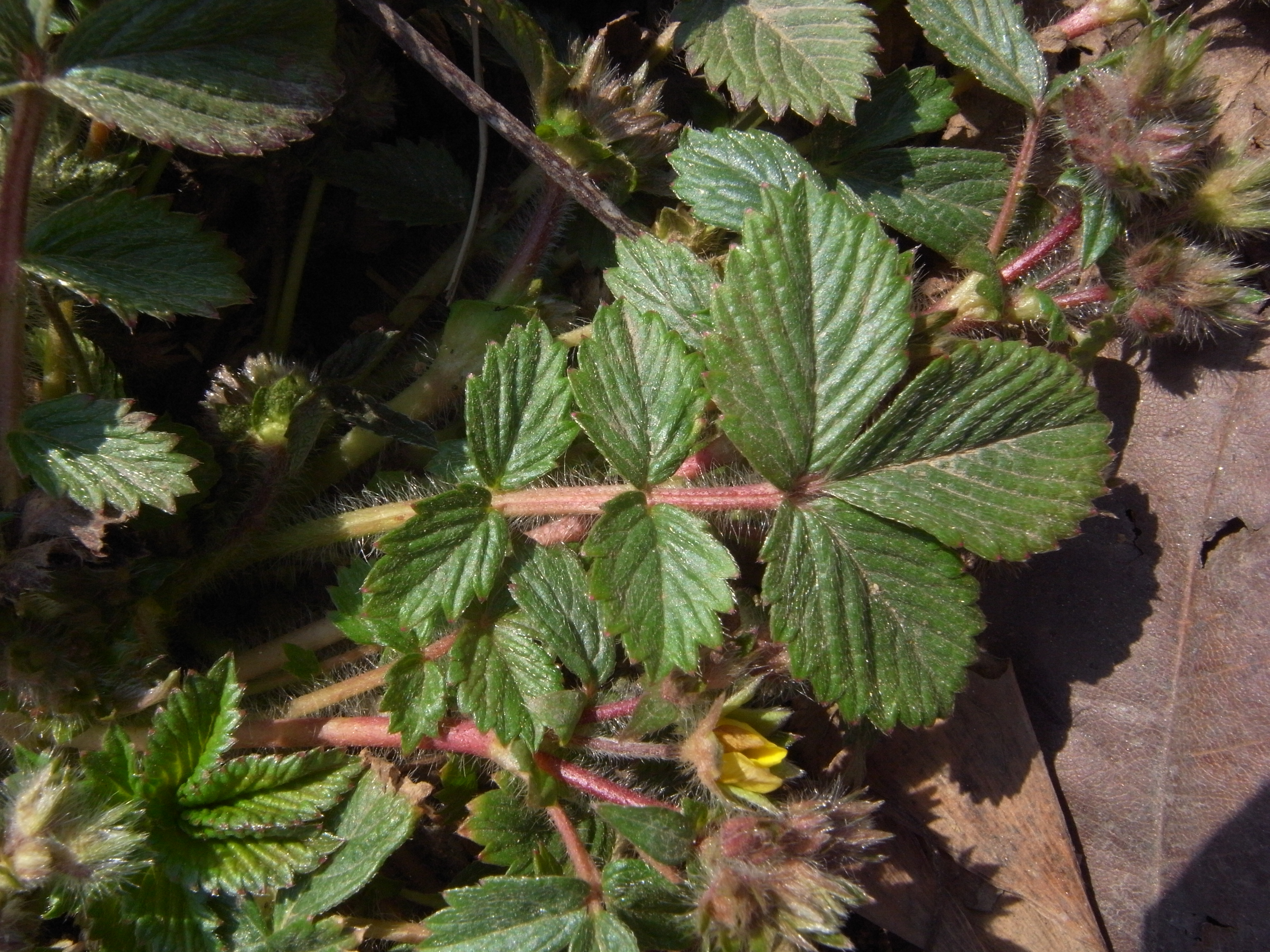
잎